# Heer (Unternehmerfamilie)
Die Heer sind eine Familie der Oberschicht im Schweizer Kanton Glarus. Sie brachte ab Mitte des 18. Jahrhunderts Staatsmänner, Geistliche, Gelehrte und Pädagogen hervor.

## Geschichte
Die vermutlich aus St. Gallen eingewanderten Heer, die das Glarner Landrecht erwarben, wurden Ende des 15. Jahrhunderts erstmals erwähnt. Sie bekleideten ab Mitte des 16. Jahrhunderts höhere Ämter als Landvögte und Schrankenherren: Abraham (1654–1742) wurde Landesfähnrich, Joachim (1677–1769) Landeshauptmann und Jost (1682–1738) Landesseckelmeister.
Im 18. Jahrhundert stiegen sie zu den politisch führenden Glarner Familien auf, als Cosmus (1727–1791) von 1771 bis 1774 Landammann war und sein Bruder Niklaus (1728–1795, Arzt) im Soldgeschäft tätig war. Zu Cosmus’ Nachkommen zählen Joachim (1765–1799), Othmar (1768–1795) und Niklaus (1775–1822).
Diese Linie war vom 18. Jahrhundert bis 1836 ständig in der Regierung und mit vier Landammänner vertreten. Im 19. Jahrhundert wirkten sie auch auf eidgenössischer Ebene. In das neue Bundesparlament von 1848 entsandten die Heer vier Vertreter und sie stellten mit Joachim (1825–1879) von 1876 bis 1878 einen Bundesrat.
Ihre wirtschaftliche Grundlage bildeten Grundbesitz, Vermögen aus ländlichem Gewerbe, Solddienst und eingebrachtes Heiratsgut. Zu anderen reformierten Glarner Magistraten- und Handelsfamilien bestanden verwandtschaftliche Verbindungen.
Jost (1710–1769) war Ahnherr einer Dynastie von Pfarrern, Gelehrten, Pädagogen und Lehrern. Die Pfarrer Jakob (1784–1864), der «Pestalozzi» des Glarnerlandes, und Johann Heinrich (1787–1835) erwarben sich Verdienste um das Schulwesen. Jakobs Sohn Oswald (1809–1883) erlangte als Biologe und Insektenforscher europäische Bedeutung, der Sohn Justus (1840–1886) war Pfarrer und drei weitere seiner Söhne waren in Lausanne erfolgreich: Samuel (1811–1889) als Fotografiepionier, Henri (1816–1895) als Möbelfabrikant und Jacques (1825–1906) als Eisenwaren- und Lampenhändler.
Gottfried (1843–1921), Sohn des Pfarrers Christoph (1809–66), machte sich als Sozialpolitiker und Historiker einen Namen. Die Mitglieder der Riederner Linie Johannes (1792–1856) und sein Sohn Andreas (1820–1864) wandten sich der Industrie zu (Zeugdruckerei Johannes Heer, Glarus 1835–1896, Schuler & Heer, Mels 1879–1920). Diesem Zweig entstammte auch Landammann und Glarner Ständerat Heinrich (1900–1968).